# 守山義雄
守山 義雄（もりやま よしお、1910年（明治43年）11月21日 - 1964年（昭和39年）8月27日）は、日本のジャーナリストである。

## 経歴・人物
大阪市に生まれ、大阪外国語学校（後の大阪外国語大学、現在は大阪大学に統合）ドイツ語学部に入学する。1931年（昭和6年）に卒業後は大阪朝日新聞に入社し、社会部に所属した。1939年（昭和14年）には第二次世界大戦直前下にあったナチス・ドイツのベルリン特派員となり、同年9月に大戦が勃発した際にはヨーロッパの戦線報道に携わる。
翌1940年（昭和15年）6月にはナチス・ドイツ軍に入り、終戦直前の1945年（昭和20年）7月まで従軍した。その後は帰国および復員し、1949年（昭和24年）より朝日新聞大阪本社の社会部長を経て1951年（昭和26年）にはサンフランシスコ平和条約の講和講義の報道にあたる。後に上京し朝日新聞東京本社の学芸部および社会部長、再度大阪本社に戻り編集次長を歴任した。1962年（昭和37年）には後に同社が出版する『世界名作の旅』の取材によりその海外特派員となるが、病気により挫折し帰国する。晩年は病床でサマセット・モームが著した『雨のパンゴ』の翻訳にあたりそのまま死去した。

## 受賞歴
- 朝日編輯賞（1944年）
- 徳富蘇峰新聞賞（1944年）

## 著書
- 『パリ入城記』- この著書で上記の2賞を受賞[2]。ドイツ軍に従軍中に執筆し[2]、1940年6月14日に同軍がパリに入城した記録が記されている。